# Stowarzyszenie Pacjentów „Primum Non Nocere”
Stowarzyszenie Pacjentów „Primum Non Nocere” – stowarzyszenie udzielające pomocy pacjentom systemu opieki zdrowotnej, walczące o wysoki poziom szpitalnictwa, przestrzeganie etyki lekarskiej i domagające się udzielania natychmiastowej pomocy osobom poszkodowanym w wyniku błędów i wypadków medycznych. Stowarzyszenie powstało w 1998 roku. Założycielem i przewodniczącym do 2009 roku był Adam Sandauer. Po jego rezygnacji z funkcji przewodniczącego od połowy 2009 roku stowarzyszeniem kieruje Zbigniew Dudko, zaś Adam Sandauer pozostał przewodniczącym honorowym.
Stowarzyszenie opowiada się za wprowadzeniem systemu obowiązkowych ubezpieczeń od następstw złego leczenia bez dochodzenia winy lekarza, podobnego do systemu obowiązującego w państwach skandynawskich.
Od 1998 roku Stowarzyszenie prowadzi kampanie na rzecz utworzenia urzędu Rzecznika Pacjenta, jako instytucji powołanej dla niesienia pomocy osobom poszkodowanym w wyniku błędów i wypadków medycznych. Zakres działania i obowiązki powołanego ustawą z 2008 roku urzędu Rzecznika Praw Pacjenta, mimo podobieństwa nazwy, odbiega od koncepcji Rzecznika Pacjenta zawartej w opracowanej przez Stowarzyszenie propozycji ustawy.
Stowarzyszenie występuje o nieprzedawnianie się odpowiedzialności cywilnej i alimentacyjnej do czasu, gdy żyją poszkodowani potrzebujący pomocy, oraz o zaostrzenie walki z korupcją w systemie ochrony zdrowia.